# Амбатуникунилахи
Община Амбатуникуниляхи (на малгашки: Ambatonikonilahy) е община (каоминина) в Мадагаскар, провинция Антанариву, регион Вакинанкарача, окръг Бетефу. Населението на общината през 2001 година е 21 475 души.